# Uahuka
Uahuka es un género de arañas araneomorfas de la familia Linyphiidae. Se encuentra en las Islas Marquesas.

## Etimología
El nombre del género deriva del nombre de la isla de donde es un endemismo, Ua Huka.

## Lista de especies
Según The World Spider Catalog 16.5:
- Uahuka affinis Berland, 1935
- Uahuka spinifrons Berland, 1935